# Psie zawody
Psie zawody (ros. Неудачники) – radziecki krótkometrażowy film animowany z 1983 roku w reżyserii Aleksandra Dawydowa. Historia szlachetnego psa sportowca.

## Wersja polska
- Wersja polska: Studio Opracowań Filmów w Łodzi
- Reżyseria: Czesław Staszewski
- Dialogi: Krystyna Kotecka
- Dźwięk: Anatol Łapuchowski
- Montaż: Henryka Gniewkowska
- Kierownictwo produkcji: Edward Kupsz

Źródło: